# Еферентна артериола
Еферентните (изливащите) артериоли са група кръвоносни съдове, които отвеждат първоначално филтрираната кръв от гломерулите към перитубулните капиляри на нефроните, за по-нататъшен обмен и обработка на течностите и разтворените субстрати в отделителните системи на много животински организми. Те играят важна роля в регулирането на гломерулната филтрация независимо от колебания в подаваното кръвно налягане. В бъбреците на бозайниците те се разделят анатомично на два различаващи се типа, според принадлежността си към определена бъбречна зона: кортикалните в кората и юкстамедуларните. Около 15 – 20% от гломерулите на нефроните са на границата на бъбречния кортекс (кората) и медулата (сърцевината); тези нефрони се наричат юкстамедуларни (на латински: nephronum longum (juxtamedullare)). Oстаналите 80 – 85% са недиференцирани кортикални гломерули и оттам техните еферентни артериоли следват друга физиологична и анатомична схема.

## В недиференцирани кортикални гломерули
Еферентните артериоли в недиференцираните кортикални гломерули са най-комплексни. Те се разклоняват на множество миниатюрни съдове формиращи сложен капилярен плексус почти веднага след напускането на Баумановата капсула. Те съставляват съдовото пространство около кортикалната част на бъбречните каналчета.

## В юкстамедуларните гломерули
За разлика от кортикалните, юкстамедуларните еферентни артериоли се групират в снопове от сравнително прави съдове (на латински: vasa recta), които прекосяват цялото сечение на медулата, за да оросят най-вътрешния медуларен слой. В обратната посока, от вътрешността към кората, съдовете се групират в комплексно организираната „чудесна артериална мрежа“ (на латински: rete mirabile arteriosa), която е отговорна за осмотичната изолация на медулата (сърцевината) на бъбрека от останалата част и от своя страна позволява екскрецията на хипертонична урина, когато това се налага. Възможността на юкстамедуларния нефрон да концентрира урината е едно от основните еволюционни приспособления за живот на сушата. Поради особената химична среда, метаболизмът в най-вътрешната медула е анаеробен (т.е. в отсъствие на кислород). По тези причини еритроцитите се пренасочват от правите артериоли към капилярния плексус около каналчестата мрежа във външната зона на медулата, понеже присъствието им в „чудесната мрежа“ не е нужно. От мрежата кръвта се насочва към бъбречната вена и оттам в общото венозно кръвообращение.

## Регулиране нагломерулната филтрация
С покачването на серумните нива на хормона ангиотензин II поради активацията на ренин-ангиотензин-алдостероновата система, повечето от артериите в тялото се стягат, за да се постигне адекватно кръвно налягане. Това обаче намалява притока на кръв към бъбрека поради стягането на кръвоподаващите аферентните артериоли. В резултат на това еферентните артериоли отговарят още по-активно на сигнала за вазоконстрикция, подаден от ангиотензин II, увеличавайки по точи начин нетното артериално налягане в системата.

## Други илюстрации
Етикетът на еферентната артериола в легендата е даден в червено.
|  | ЛЕГЕНДА: A – Бъбречно телце (Renal corpuscle) B – Проксимално каналче (Proximal tubule) C – Дистално каналче (Distal convoluted tubule) D – Юкстагломеруларен апарат (Juxtaglomerular apparatus) 1. Базална мембрана (ламина) (Basement membrane (Basal lamina)) 2. Париетален слой (Bowman's capsule – parietal layer) 3. Висцерален слой (Bowman's capsule – visceral layer) 3a. Крачета (на подоцитите) (Pedicels (Foot processes from podocytes)) 3b. Подоцити, също наричани Бауманови клетки (Podocyte) 4. Бауманово пространство (уринарно пространство) (Bowman's space (urinary space)) 5a. Мезангий – интрагломерулни клетки (Mesangium – Intraglomerular cell) 5b. Мезангий – екстрагломерулни клетки (Mesangium – Extraglomerular cell) 6. Гранулни клетки (Юкстагломерулни клетки) (Granular cells (Juxtaglomerular cells)) 7. Макула денза (Macula densa) 8. Миоцити (гладки мускулни влакна) (Myocytes (smooth muscle)) 9. Вливаща артериола (Аферентна артериола) (Afferent arteriole) 10. Гломерулни капиляри (Glomerulus Capillaries) 11. Изливаща артериола (Еферентна артериола) (Efferent arteriole) |